# Scania-Vabis 335

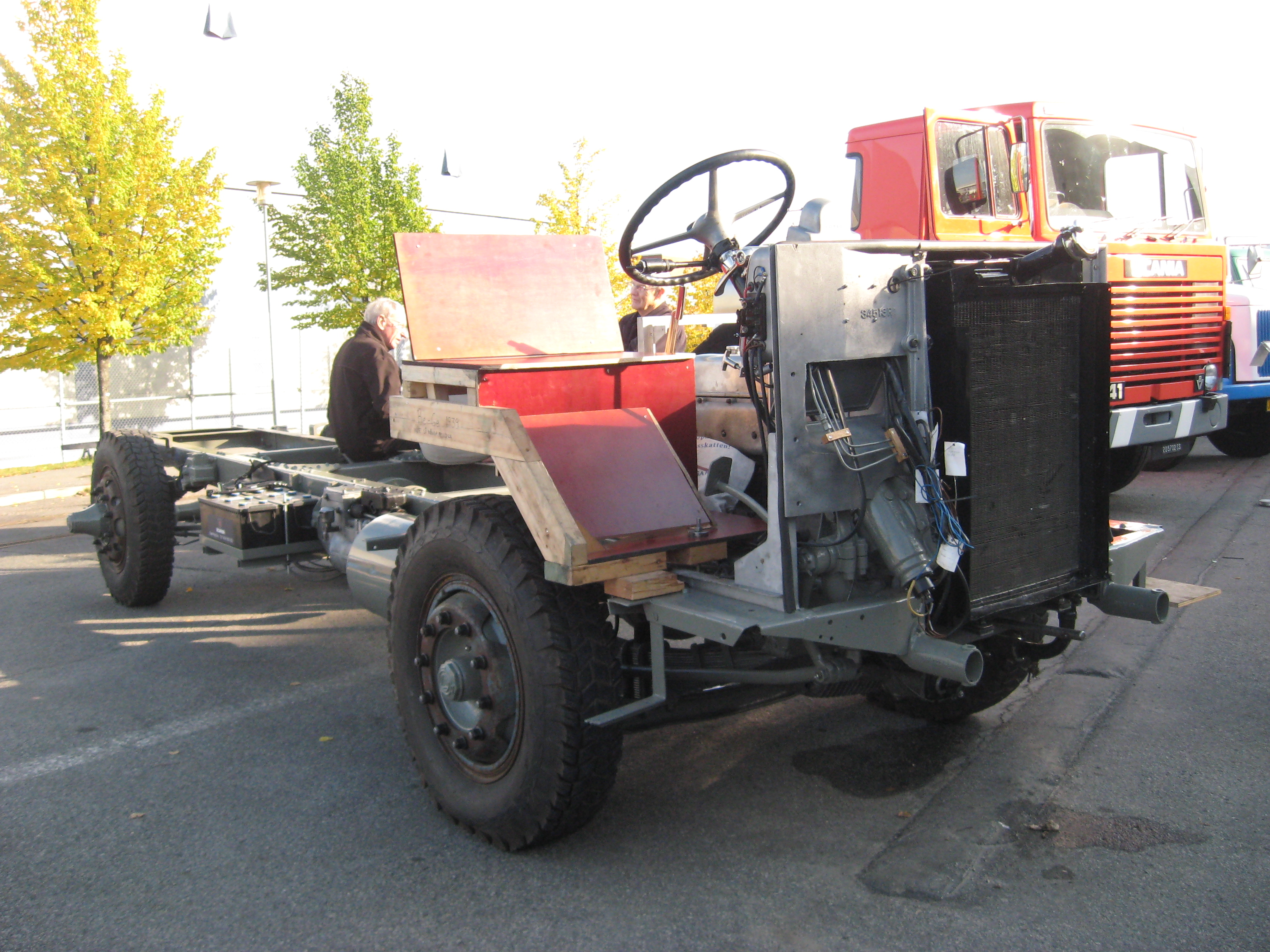
Scania-Vabis 345 Bulldog

Scania-Vabis 335/345/355 — серия среднетоннажных грузовых автомобилей, выпускавшихся шведским автопроизводителем Scania-Vabis в 1931—1944 годах.

## Scania-Vabis 335
В 1931 году был представлен автомобиль Scania-Vabis 335 грузоподъёмностью 4—5 тонн. В 1936 году модель была модернизирована.

## Scania-Vabis 345
В 1932 году компания Scania-Vabis представила 345 модель с компоновкой «Кабина над двигателем» (Bulldog). Сначала модель оснащалась четырёхцилиндровыми двигателями, позднее были добавлены шестицилиндровые двигатели. Производство завершилось в 1939 году.

## Scania-Vabis 355
Данная модель производилась с 1933 до 1936 года с поддерживающими колёсными парами.

## Двигатели
| Модель      | Годы производства | Двигатель                  | Объём     | Мощность            | Тип                                       |
| ----------- | ----------------- | -------------------------- | --------- | ------------------- | ----------------------------------------- |
| 345         | 1932—1937         | Scania-Vabis 1544: I4 ohv  | 4394 см3  | 50 л. с. (37 кВт)   | Бензиновый двигатель внутреннего сгорания |
| 345         | 1932—1938         | Scania-Vabis 1461: I6 ohv  | 5784 см3  | 75 л. с. (56 кВт)   | Бензиновый двигатель внутреннего сгорания |
| 335,345,355 | 1931—1938         | Scania-Vabis 1561: I6 ohv  | 6408 см3  | 80 л. с. (60 кВт)   | Бензиновый двигатель внутреннего сгорания |
| 345         | 1934—1935         | Scania-Vabis 1562: I6 ohv  | 6408 см3  | 80 л. с. (60 кВт)   | Двигатель Хессельмана                     |
| 335,355     | 1933—1940         | Scania-Vabis 1565: I6 ohv  | 7066 см3  | 95 л. с. (71 кВт)   | Бензиновый двигатель внутреннего сгорания |
| 355         | 1933—1934         | Scania-Vabis 1566: I6 ohv  | 7066 см3  | 80 л. с. (60 кВт)   | Двигатель Хессельмана                     |
| 335,345     | 1936—1938         | Scania-Vabis 1662: I6 ohv  | 7755 см3  | 110 л. с. (82 кВт)  | Двигатель Хессельмана                     |
| 335         | 1936—1944         | Scania-Vabis 1664: I6 ohv  | 7755 см3  | 140 л. с. (104 кВт) | Бензиновый двигатель внутреннего сгорания |
| 335         | 1936—1939         | Scania-Vabis 1665: I6 ohv  | 7755 см3  | 110 л. с. (82 кВт)  | Бензиновый двигатель внутреннего сгорания |
| 335,345     | 1936—1944         | Scania-Vabis 16641: I6 ohv | 7755 см3  | 120 л. с. (89 кВт)  | Дизельный двигатель                       |
| 335         | 1941—1942         | Scania-Vabis B801: I8 ohv  | 10340 см3 | 160 л. с. (119 кВт) | Смешанный газ                             |